# Corso Pecori Giraldi
Corso Pecori Giraldi (Pozzuoli, 9 luglio 1899 – Friburgo in Brisgovia, 17 maggio 1964) è stato un ammiraglio italiano, capo di stato maggiore della Marina Militare dal 1955 al 1962.

## Biografia
Nato a Pozzuoli (NA) il 9 luglio 1899, il 30 settembre 1913 entrò in Accademia navale, uscendone nel 1917 con il grado di guardiamarina del corpo di stato maggiore, imbarcando nel corso del primo conflitto mondiale sulla moderna corazzata Caio Duilio come sottordine alle artiglierie. Promosso sottotenente di vascello il 1º ottobre 1918 venne successivamente imbarcato sulla nave da battaglia Conte di Cavour e poi sull’esploratore Sparviero prima di tornare, il 1º luglio 1921 all'Accademia Navale di Livorno per seguire il corso superiore, ottenendo il successivo 8 dicembre la nomina a tenente di vascello, grado nel quale svolse, poi la fine del 1921 e il 1923 l'incarico di direttore di tiro sull'esploratore Premuda.
Tra il 1924 e il 1925 fu aiutante di bandiera del comandante dell'Accademia Navale e dal 1925 al 1928, ufficiale addetto al capitano di corvetta Aimone di Savoia Aosta Duca di Spoleto, seguendolo nell'imbarco sul cacciatorpediniere Quintino Sella.
Il 16 gennaio 1928 ebbe il suo primo comando navale, al comando della cannoniera di scorta Andrea Bafile. il suo primo comando navale per poi svolgere il medesimo incarico sulla torpediniera "53 AS". Promosso capitano di corvetta l'11 aprile 1929, tre giorni dopo divenne capo dell'ufficio coordinamento presso lo stato maggiore della Marina e dal 19 gennaio al 17 aprile 1930 prese parte, in qualità di segretario della delegazione italiana, alla Conferenza navale di Londra sulla riduzione degli armamenti. Tra il 1931 e il 1932 ebbe il comando dei cacciatorpediniere Ostro e Dardo.

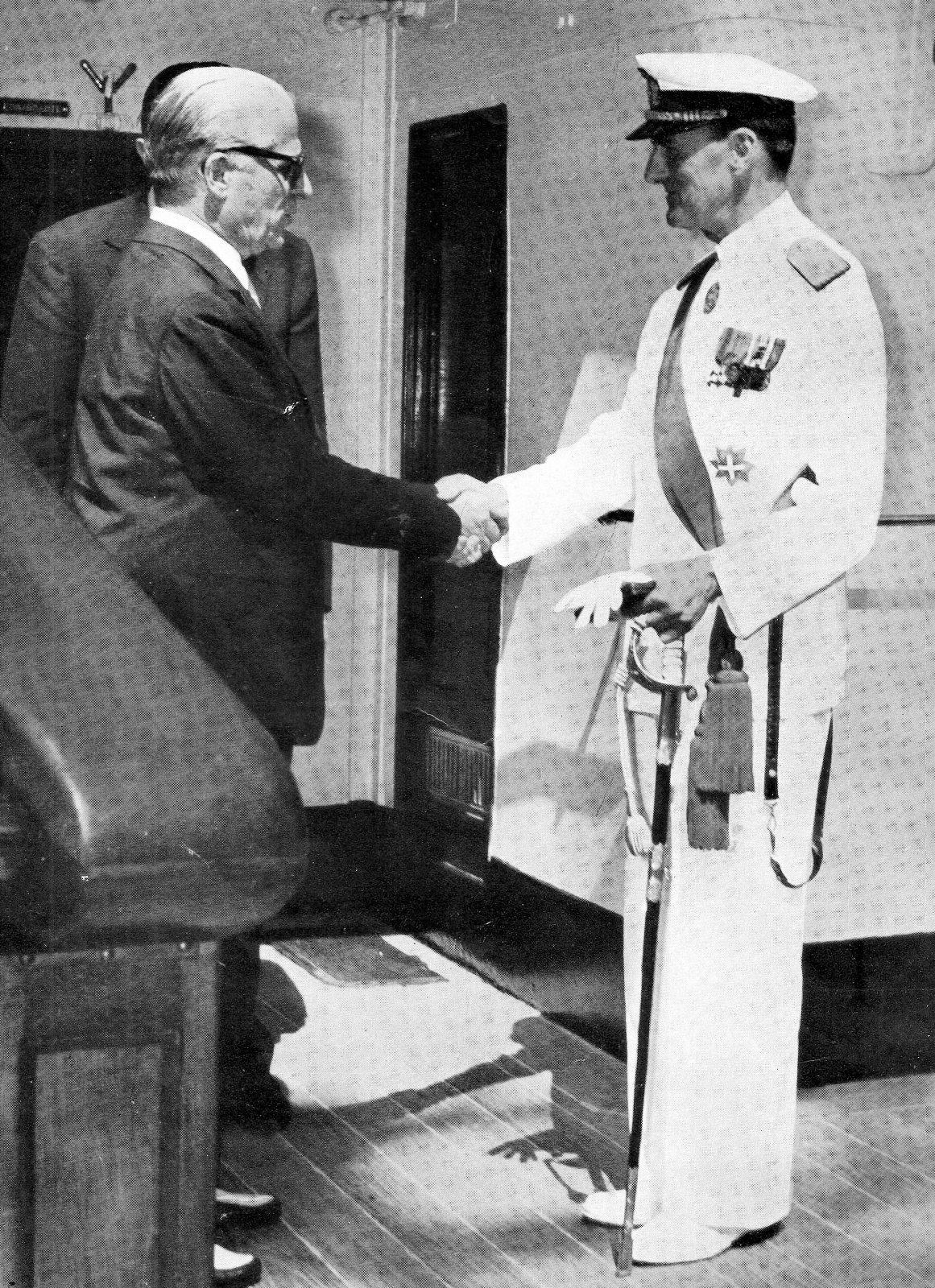
L'Ammiraglio Corso Pecori Giraldi con Il Presidente della Repubblica Giovanni Gronchi in occasione della rivista navale del 14 luglio 1961 nelle acque di Gaeta

Promosso capitano di fregata il 2 aprile 1934 dopo un periodo d'imbarco quale comandante in 2ª sul panfilo reale Savoia e
dell'incrociatore Zara ebbe l'incarico di sottocapo di stato maggiore al Dipartimento militare marittimo di Napoli per poi essere destinato a Roma al gabinetto del ministro della Marina come ufficiale di collegamento con il dicastero degli Affari esteri.
Il 19 settembre 1937 fu destinato al comando del cacciatorpediniere Vincenzo Gioberti, in allestimento, del quale fu il primo comandante e, a bordo del quale, dopo averne seguito le ultime fasi dell'allestimento, appena pronto, prese parte alle operazioni che coinvolsero la Regia Marina durante la guerra civile spagnola.
Il 7 giugno 1938, grazie alla sua perfetta conoscenza della lingua tedesca venne nominato addetto navale presso l’ambasciata italiana a Berlino dove si trovava all'entrata in guerra dell'Italia nel secondo conflitto mondiale, svolgendo tale incarico fino alla fine di marzo del 1941, con la promozione, il 1 gennaio 1940 al grado di capitano di vascello.
Il 2 aprile 1941 ebbe il comando del gruppo navale dell'Egeo settentrionale con sede ad Atene, incarico abbinato a quello di capo di stato maggiore del comandante della Kriegsmarine dell’Egeo, ricevendo dalle autorità germaniche la croce di ferro di 1ª e 2ª classe.
Nel febbraio 1942 divenne comandante della nave da battaglia Vittorio Veneto, con la quale prese parte alle operazioni di guerra nel Mediterraneo, conducendola in seguito alla proclamazione dell'armistizio dell'8 settembre 1943, in ottemperanza alle clausole armistiziali e agli ordinii ricevuti, dapprima a Malta e poi in Egitto ai laghi Amari, dove la nave venne internata insieme alla gemella Italia.
Per l’attività svolta durante il conflitto fino a quel momento, venne decorato con una medaglia d’argento e una medaglia di bronzo al valore militare e la nomina a cavaliere dell'Ordine militare di Savoia.
Rimpatriato, dal 12 novembre 1943 assunte l'incarico di capo del reparto operazioni dello stato maggiore della Marina, che mantenne fino al 16 gennaio 1947, quando, con la promozione a contrammiraglio, divenne sottocapo di stato maggiore della Marina e membro ordinario del Consiglio superiore di Marina.
Promosso il 1º marzo 1948, al grado di ammiraglio di divisione, il 15 maggio 1950 assunse il comando della III Divisione navale e dal successivo 10 dicembre quello della I Divisione navale. Il 1º ottobre 1951 divenne comandante militare marittimo di Venezia nel periodo in cui si erano inaspriti i rapporti con la Jugoslavia e l'8 novembre 1952 raggiunse il grado di ammiraglio di squadra. Il 25 febbraio 1953 ebbe la nomina a comandante in capo del dipartimento dell'Adriatico di Venezia fino al 10 agosto 1955, quando assunse la carica di Capo di stato maggiore della Marina Militare, che detenne per quasi sette anni fino al 30 aprile 1962.
Particolarmente da ricordare la sua opera quale capo di stato maggiore, dedicata alla ricostruzione e al potenziamento della flotta, già avviata dal suo predecessore ammiraglio Emilio Ferreri, con l'entrata in servizio dei nuovi cacciatorpediniere conduttori San Marco e San Giorgio, dei cacciatorpediniere classe Indomito, delle fregate classe Centauro, e la pianificazione di due programmi di costruzioni navali, il primo nel 1957-58, il secondo nel 1960-61 che contemplavano la realizzazione di grandi incrociatori lanciamissili e portaelicotteri, di fregate elicotteristiche e corvette antisommergibili e di cacciatorpediniere lanciamissili, curando inoltre la riorganizzazione dei comandi e dei servizi a terra, il perfezionamento gli armamenti e l'intensificazione dell'addestramento del personale. Tali programmi si concretizzarono nella realizzazione, prima ancora che lasciasse la carica di Capo di stato maggiore della Marina, degli incrociatori lanciamissili classe Doria, delle fregate elicotteristiche antisommergibili classe Bergamini della trasformazione dell'incrociatore Giuseppe Garibaldi in unità lanciamissili e dei cacciatorpediniere lanciamissili Classe Impavido.
il 14 luglio 1961 ha presenziato insieme al Presidente della Repubblica Giovanni Gronchi, alla grandiosa rivista navale che si tenne nelle acque del golfo di Gaeta nel quadro delle celebrazioni in occasione del primo centenario dell'Unità d'Italia .
Dopo essere stato collocato in ausiliaria per raggiunti limiti di età il 10 luglio 1962, è morto improvvisamente il 17 maggio 1964 a Freiburg im Breisgau nella Repubblica Federale tedesca.
Il 31 ottobre 1962, al congedo, è nominato Cavaliere di Gran Croce dell'Ordine al Merito della Repubblica Italiana.

## Famiglia
Corso Pecori Giraldi era il terzogenito del conte Alessandro, all'epoca ingegnere capo presso la Armstrong Mitchell & Co, e dalla baronessa Eleonora von Tautphoeus, figlia di un diplomatico tedesco. La famiglia paterna di origini fiorentine, annovera priori e patrizi di Firenze, conti del Sacro Romano Impero, generali ed ammiragli, pionieri dell’aviazione e dell’industria, parentele con le più nobili Famiglie europee e dato nome, nella città di Firenze, a ville, palazzi, piazze e a uno dei lungarni, il Lungarno Pecori Giraldi, intitolato al Maresciallo d'Italia Guglielmo Pecori Giraldi, zio paterno di Corso Pecori Giraldi, che nel corso della prima guerra mondiale con il grado di Tenente generale in comando di armata era stato al comando della 1ª armata, schierata sul fronte degli Altipiani, assumendo, al termine del conflitto, il 3 novembre 1918 la carica di primo governatore italiano militare e civile della città di Trento, e pochi giorni dopo del Trentino e dell'Alto Adige, la cosiddetta Venezia Tridentina fino al 20 luglio 1919.
Il padre Alessandro Pecori Giraldi, ufficiale dll'Arma del Genio del Regio Esercito, avendo il Ministero della guerra deciso di affiancare un militare, ai tecnici inglesi della Armstrong Mitchell & Co, l'importante stabilimento di artiglierie di Pozzuoli, venne destinato alla Direzione del Genio Militare di Napoli, affiancando l'ingegnere George Wightwick Rendel, direttore dello stabilimento, con l'incarico di "collegamento" negli Uffici di Vigilanza che il Regio Esercito e la Regia Marina avevano all'interno dello stabilimento. Nel 1900 al ritorno definitivo di George Rendel in Inghilterra lo stabilimento venne affidato ad Alessandro Pecori Giraldi che lo guidò nel periodo di massimo sviluppo, fino a raggiungere gli 8.000 dipendenti, attraverso gli accordi prima con l'Ansaldo di Genova e poi con l'ILVA di Bagnoli.
Il 14 luglio 1930 Corso Pecori Giraldi sposò Maria Francesca Frascara, figlia del conte e senatore Giuseppe Frascara, morta nel 2007, all’età di 104 anni. Dal loro matrimonio sono nati i figli Maria Josè (1931), che si sarebbe affermata come biologa, Alvise (1932), futuro ufficiale della Marina, e Piero (1935), che sarebbe diventato dirigente della IBM.
La Contessa Maria Francesca Frascara rimasta vedova dell'ammiraglio Corso Pecori Giraldi, il 4 novembre 1969 ha consegnato, nel porto di Trieste la bandiera di combattimento al nuovo incrociatore lanciamissili portaelicotteri Vittorio Veneto la cui realizzazione era contemplata dal programma di costruzioni navali 1960-61 della Marina Militare quando capo di stato maggiore era il marito che era stato comandante della nave da battaglia Vittorio Veneto durante la seconda guerra mondiale. La bandiera di combattimento è stata consegnata al capitano di vascello Vittorio Marulli, che durante la seconda guerra mondiale era stato a sua volta imbarcato quale ufficiale sottordine sulla nave da battaglia Vittorio Veneto.